# بيلي باسيت (لاعب كرة قدم)
بيلي باسيت (بالإنجليزية: Billy Bassett)‏ (27 يناير 1869 بويست بروميتش في المملكة المتحدة - 8 أبريل 1937 بويست بروميتش في المملكة المتحدة) هو لاعب كرة قدم بريطاني (وحمل سابقاً جنسية المملكة المتحدة لبريطانيا العظمى وأيرلندا) في مركز جناح ‏. شارك مع منتخب إنجلترا لكرة القدم. أما مع النوادي، فقد لعب مع وست بروميتش ألبيون.

## وصلات خارجية
- بيلي باسيت على موقع ناشيونال فوتبول تيمز (الإنجليزية)